# The Circular Staircase
The Circular Staircase er en amerikansk stumfilm fra 1915 af Edward LeSaint.

## Medvirkende
- Eugenie Besserer som Tante Ray
- Guy Oliver som Halsey Innes
- Stella Razeto som Gertrude Innes
- Edith Johnson som Louise Armstrong
- William Howard som Jack Bailey